# 104 (numero)
Centoquattro è il numero naturale dopo il 103 e prima del 105.

## Proprietà matematiche
- È un numero pari.
- È un numero composto con 8 divisori: 1, 2, 4, 8, 13, 26, 52, 104. Poiché la somma dei suoi divisori (escluso il numero stesso) è 106 > 104, è un numero abbondante.
- Può essere scritto come somma di quadrati: 104 = 102 + 22.
- È un numero semiperfetto primitivo; un numero semiperfetto è quel numero che è uguale alla somma di tutti o di alcuni suoi divisori, è anche primitivo quando fra i suoi divisori non vi è alcun numero semiperfetto.
- È un numero tau (rifattorizzabile), cioè un numero il cui numero di divisori (8) è compreso fra i suoi divisori.
- Inoltre 104 è il più piccolo numero di segmenti lineari unitari che possono sussistere in un piano in cui 4 di essi si toccano ad ogni vertice.
- Insieme a 105, forma una coppia Ruth-Aaron, cioè una coppia di numeri consecutivi la cui somma dei fattori primi presi senza tener conto dell'esponente è uguale: 104 = 2 + 13 = 15; 105 = 3 + 5 + 7 = 15.
- È un numero palindromo e un numero ondulante nel sistema di numerazione posizionale a base 5 (404) e in quello a base 6 (252).
- È altresì palindromo e un numero a cifra ripetuta nel sistema posizionale a base 12 (88).
- È un numero pratico.
- È un numero odioso.
- È parte delle terne pitagoriche (40, 96, 104), (78, 104, 130), (104, 153, 185), (104, 195, 221), (104, 330, 346), (104, 672, 680), (104, 1350, 1354), (104, 2703, 2705).

## Astronomia
- 104P/Kowal è una cometa periodica del sistema solare.
- 104 Klymene è un asteroide della fascia principale del sistema solare.
- NGC 104 è un ammasso globulare della costellazione del Tucano.

## Astronautica
- Cosmos 104 è un satellite artificiale russo.

## Chimica
- È il numero atomico del Rutherfordio (Rf).

## Legge
- È il numero della omonima legge italiana che detta i princìpi dell'ordinamento in materia di diritti, integrazione sociale e assistenza delle persone diversamente abili.